# Just de Noailles
Pour les autres membres de la famille, voir Famille de Noailles.
Pour les articles homonymes, voir Noailles.
Antonin Claude Dominique Just de Noailles (22 août 1777 - Paris ✝1er août 1846 - Paris), septième prince de Poix puis (1834) quatrième duc espagnol de Mouchy, troisième duc français de Mouchy et duc de Poix, est un homme politique français du XIXe siècle.

## Biographie
Fils de Philippe-Louis Marc Antoine de Noailles (1752-1819) et d'Anne-Louise-Marie de Beauvau-Craon (1750-1834), il est élevé au collège des Grassins. 
Pendant la Révolution, qui éprouve cruellement sa famille, il vit à Paris avec sa mère dans la plus grande obscurité.
Il ne reparaît qu'à l'époque du Consulat. En 1803, il épouse une nièce de Talleyrand. En 1806, il est présenté à Napoléon Ier qui le nomme chambellan. 
Créé comte de l'Empire le 27 septembre 1810, il commande en 1814 une compagnie de la garde nationale de Paris.
Il salue avec joie le retour des Bourbons, mais ne voulut arborer la cocarde blanche qu'à l'abdication de l'Empereur.
Louis XVIII l'accueille fort bien à Compiègne, le crée chevalier de l'ordre royal et militaire de Saint-Louis et commandeur de la Légion d'honneur le 13 août 1814. Il le nomme ambassadeur à Saint-Pétersbourg, où il reste jusqu'en 1819. Persona grata auprès du tsar, il fut le seul des ministres étrangers qui fut admis à la table impériale au dîner solennel du 24 décembre 1814.
À la mort de son père, le comte de Noailles hérite de la grandesse d'Espagne d'après la renonciation de son frère aîné, Charles-Arthur-Tristan Languedoc de Noailles, duc de Mouchy.
Revenu en France, il se présente à la députation, et échoue le 1er octobre 1821, dans le 2e arrondissement de la Meurthe (Lunéville), avec 51 voix contre 107 à l'élu, Jean Laruelle. 
Nommé président du grand collège de la Meurthe en 1824, il est élu député, le 6 mars de cette même année, par ce même collège, avec 185 voix, sur 194 votants et 224 inscrits. 
A la Chambre, il manifeste des opinions modérées et se rapproche du parti libéral.
Charles X le nomme chevalier de l'ordre du Saint-Esprit le 30 mai 1825.
Rendu à la vie privée en 1827, M. de Noailles s'occupe d'œuvres charitables, est l'un des fondateurs de la Société pour l'amélioration des prisons et préside le conseil d'administration de la Société de prévoyance.

### Mariage et descendance
Il épousa le 11 mai 1803 Françoise Xavière Mélanie Honorine de Talleyrand-Périgord (18 septembre 1785 - Paris ✝ 19 février 1863 - Versailles), dame d'atours de « Madame », duchesse de Berry, nièce du prince de Talleyrand et fille d'Archambaud-Louis-Joseph (1er septembre 1762 - Paris ✝ 3 mai 1838 - Saint-Germain-en-Laye), duc de Talleyrand-Périgord, lieutenant-général des armées du roi, et de Madeleine-Henriette-Sabine Olivier de Senozan de Viriville (1764 ✝ 26 juillet 1794), morte victime du tribunal révolutionnaire.
Ils eurent quatre enfants :
1. Charles Philippe Henri de Noailles (9 septembre 1808 à Paris - mort le 25 novembre 1854 à Paris), 5e duc de Mouchy, prince-duc de Poix ;
2. Charles Antonin (Né le 13 mars 1811 à Paris, mort le 24 août 1852 au château du Val (Seine-et-Marne)), comte de Noailles, Commandeur de la Légion d'honneur, marié en 1849 avec Anne Marie Elena Cosvelt ;
3. Amédée Adélaïde Louis (Né le 9 octobre 1812 à Paris, mort le 27 février 1860 à Vanves (maison de santé), et non Vannes), secrétaire d'ambassade ;
4. Alexandrine Léontine Marie Sabine (née le 13 mai 1819 à Paris - morte le 20 mars 1870 à Paris dans le 16e arrondissement)[1]. Elle épouse le 5 septembre 1846[2], Charles Henry Lionel Widdrington Standish (né à Standish, comté de Lancaster, Angleterre, le 23 janvier 1823 - mort à Neuilly-sur-Seine, le 24 mai 1883)[3]. Sabine de Noailles succombe brutalement au salon de Valentine de Laborde (Madame Delessert)[4] au no 19 rue Raynouard (Passy - 16e arrondissement) à Paris, à l'âge de 51 ans. Elle repose dans le caveau familial de Mouchy-le-Châtel, selon ses dernières volontés[4]. Sabine de Noailles est l'auteur de, Souvenirs de la Maréchale princesse de Beauvau[5], ouvrage publié après son décès par ses fils Henry et Cécil Standish, en 1872 aux éditions Léon Techener.

### Publications
Il a édité, en 1821, les Mémoires du duc d'Antin.

### Titres
- comte de l'Empire (lettres patentes du 27 septembre 1810),
- 7e prince de Poix,
- 4e duc espagnol de Mouchy et 3e duc français de Mouchy et duc de Poix (1834),
- Grand d'Espagne de 1re classe.

### Distinctions
- Ordre national de la Légion d'honneur :
  - Commandeur de la Légion d'honneur le 13 août 1814 ;
- Ordre royal et militaire de Saint-Louis :
  - Chevalier de l'ordre royal et militaire de Saint-Louis le 13 août 1814 ;
- Chevalier de l'ordre du Saint-Esprit le 30 mai 1825 ;
- Chevalier de l'ordre de la Toison d'or.

### Armoiries
| Image | Noms et blasonnement |
| ----- | --- |
|       | Armes de la Maison de Noailles : De gueules, à la bande d'or. |
|       | Armes du comte de l'Empire : De gueules, à la bande d'or (de Noailles) ; au canton des comtes officiers de Notre Maison brochant.                                                                               |
|       | Armes sous la Restauration : De gueules, à la bande d'or (de Noailles). Couronne ducale. Manteau et bonnet de gueules des Grands d'Espagne, collier de l'ordre de la Toison d'or ou de l'ordre du Saint-Esprit. |

## Pour approfondir